# Pseudomonadaceae
Pseudomonadaceae — родина бактерій, ряду що Pseudomonadales за сучасною класифікацією містить 10 родів, у тому числі представників колишньої родини Azotobacteriaceae; її типовим родин є Pseudomonas.

## Історія дослідження і опису
Pseudomonas або pseudomonad дослівно означає «помилкова одиниця» та походить від дав.-гр. ψευδο — «помилковий» та μονος — «одиниця», останній термін у формі monad — «монада» виник на зарі мікробіології та посилався на всі одноклітинні організми. через виключну поширеність в природі, представники родини були відкриті одними з перших бактерій в історії, а створена для них загальна назва Pseudomonas була визначена в 1894 році досить неточно, ак рід грам-негативних паличкоподібних бактерій з полярними джгутиками. Скоро після цього до роду було занесено велике число нових штамів бактерій, які ізолювалися з різноманітних природних ніш. Пізніші методи аналізу, проте, привели до рекласифікації переважної більшості цих штамів.
Pseudomonas aeruginosa широко визнаний як опортуністичний патоген із помітним клінічним значенням.
У 2000 році був повністю секвенований геном одного з видів родини — Pseudomonas aeruginosa штаму PAO1, а пізніше — Pseudomonas putida KT2440 (2002), Pseudomonas fluroescens Pf-5 (2005), P. fluorescens PfO-1 і Pseudomonas entomophila L48. Також були секвеновані кілька патоварів Pseudomonas syringae, в тому числі патовар tomato DC3000 (2003), патовар syringae B728a (2005) і патовар phaseolica 1448A (2005).

## Визначні характеристики
- Позитивні на оксидазу (мають фермент цитохром-c-оксидазу)
- Нездатні до анаеробного дихання
- Багато видів здатні метаболізувати глюкозу за допомогою шляху Ентера-Дудорофа, що використовує ферменти 6-фосфогліцеральдегід-дегідрогеназу та альдолазу
- Мають полярні джгутики, що надають їм можливість рухатися
- Багато видів продукують похідні флюоресцентного пігменту флюоресцеїну/піовердину[4].

Наявність оксидази, полярні джгутики та нездатність до анаеробного дихання історично були ознаками, за якими родину відрізняли від родини Enterobacteriaceae.